# Monika Baumgartner

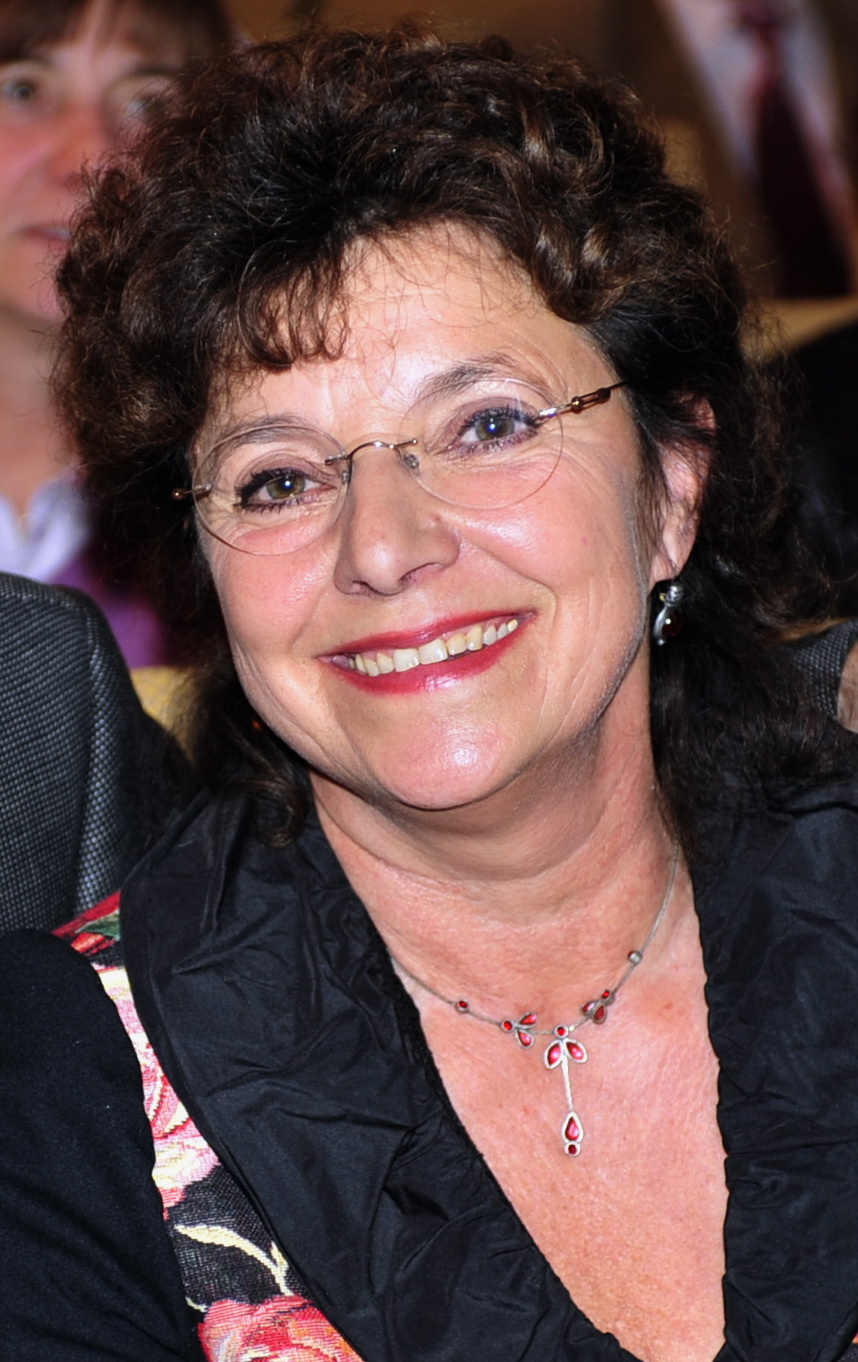
Monika Baumgartner (2009)

Monika Baumgartner (* 19. Juli 1951 in München) ist eine deutsche Volksschauspielerin und Theaterregisseurin.

## Leben
Monika Baumgartner wurde als Tochter der Buchhalterin Gertrud Baumgartner (* 1927 oder 1928) und des Postbeamten Friedrich Baumgartner in München geboren. Sie hat eine Schwester und einen Bruder.
Nach der Ausbildung von 1969 bis 1972 an der Otto-Falckenberg-Schule trat sie ihr erstes Engagement 1973 am Nationaltheater Mannheim an. Dort spielte sie unter anderem Polly in Die Dreigroschenoper, Hermia in Ein Sommernachtstraum, Christoferl in Einen Jux will er sich machen und Julie in Liliom. 1978 wechselte sie an das Hamburger Thalia Theater unter Boy Gobert und debütierte als Simba in Der Marquis von Keith. Von 1983 bis 1986 war sie Ensemblemitglied an den Münchner Kammerspielen. Hier verkörperte sie 1983 Helga in Nicht Fisch nicht Fleisch und 1985 die Tochter in der Uraufführung von Bauern sterben, beides Werke von Franz Xaver Kroetz und von ihm selbst inszeniert.
Seit Ende der 1970er-Jahre ist Monika Baumgartner auch in Film und Fernsehen präsent. Der Durchbruch gelang ihr 1981 mit dem zweiteiligen Fernsehfilm Die Rumplhanni, in dem sie die gleichnamige Hauptperson verkörperte. Wenig später begann ihre Beziehung zu dem Mann, den sie Ende der ersten Hälfte der 1990er-Jahre heiratete. Nach einem Jahr Ehe trennte sich das Paar wieder. Seit 1998 ist der Jurist Hans Böhmer Baumgartners Lebensgefährte.
Gemeinsam mit ihrer Schwester führt sie seit 1996 ein Raumausstattungsgeschäft in München.
1998 inszenierte sie erstmals einen Fernsehfilm: Die Ehrabschneider. 1999 wurde sie vom Schauspieldirektor Bruno Klimek eingeladen, am Nationaltheater Mannheim Regie bei Peter Turrinis Die Liebe in Madagaskar zu führen. Im Jahr 2000 kehrte sie an den Münchner Kammerspielen nach langer Zeit wieder als Schauspielerin auf die Bühne zurück. 2003 verkörperte sie am Münchner Volkstheater Maria in Nieder Bayern nach Jagdszenen aus Niederbayern, ebenso 2004 bei den Luisenburg-Festspielen in Wunsiedel.
2003 spielte sie an der Seite von Jörg Hube in einer in die bairische Sprache gesetzten Fassung die Frau Martha in Heinrich von Kleists Der zerbrochne Krug in der Inszenierung von Michael Lerchenberg; die Fernsehregie übernahm dabei Hans-Klaus Petsch. Seit 2008 ist sie in der Rolle der Elisabeth Gruber in der Fernsehserie Der Bergdoktor zu sehen.
Monika Baumgartner tritt regelmäßig in zahlreichen bayrisch gefärbten Fernsehserien auf. Sie hatte Nebenrollen in Unsere schönsten Jahre, Zur Freiheit, Polizeiinspektion 1, Der Millionenbauer, München 7, Meister Eder und sein Pumuckl, Tatort, Die Rosenheim-Cops, Der Alte, SOKO München, Derrick, Der ganz normale Wahnsinn, Der Bulle von Tölz und im Komödienstadel.
Sie lehrt auch an der Bayerischen Theaterakademie August Everding und ist regelmäßig auf den Münchner Theaterbühnen zu sehen.

## Trivia
Monika Baumgartner war 2012 Mitglied der 15. Bundesversammlung, sie wurde dafür von den Grünen im Bayerischen Landtag vorgeschlagen.
Baumgartner lebt in Gröbenzell, besitzt aber noch eine kleine Wohnung in München, in der sie seit ihrem Auszug im Jahr 2013 den für seinen „Wolpertinger Express“ bekannten Obdachlosen Walter Reinhardt für eine geringe Miete wohnen lässt.

## Filmografie (Auswahl)
- 1978–1994: Derrick (Fernsehserie, verschiedene Rollen, 8 Folgen)
- 1979: Der Millionenbauer
- 1980: Angemacht (Kurzfilm)
- 1981: Die Rumplhanni
- 1983: Der Glockenkrieg
- 1983: Waldheimat (Fernsehserie, 1 Folge)
- 1984: Die Krimistunde (Fernsehserie, Folge Ein Weg zum Erfolg)
- 1984: Unser Mann vom Südpol
- 1983–1985: Unsere schönsten Jahre
- 1986: Zur Freiheit
- 1986: Rosowski
- 1986/1987: Der Millionenbauer
- 1988, 1991: Ein Fall für Zwei (Fernsehserie, verschiedene Rollen, 2 Folgen)
- 1988: Starke Zeiten
- 1989: Meister Eder und sein Pumuckl (Fernsehserie, 2 Folgen)
- 1990: Das schreckliche Mädchen
- 1991: Go Trabi Go
- 1991: Superstau
- 1992–2020: SOKO München (Fernsehserie, verschiedene Rollen, 7 Folgen)
- 1993–2014: Der Alte (Fernsehserie, verschiedene Rollen, 9 Folgen)
- 1994–1995: Air Albatros (Fernsehserie, 26 Folgen)
- 1995: Sau sticht
- 1996: Solange es die Liebe gibt (Fernsehserie, 11 Folgen)
- 1997: Der Bulle von Tölz: Bauernhochzeit (Fernsehreihe)
- 1997: Sophie – Schlauer als die Polizei (Fernsehserie, 6 Folgen)
- 1999–2008: Siska (Fernsehserie, verschiedene Rollen, 4 Folgen)
- 2001: SOKO Kitzbühel (Fernsehserie, Folge Ein Bombenschlag)
- 2002: Nicht ohne meinen Anwalt
- 2002: Tatort: Schrott und Totschlag (Fernsehreihe)
- 2002, 2014: Die Rosenheim-Cops (Fernsehserie, verschiedene Rollen, 2 Folgen)
- 2003: Der zerbrochene Krug
- 2003: Jennerwein
- 2004: Um Himmels Willen
- 2004: Der Bulle von Tölz: Das Wunder von Wemperding
- 2004: Tatort: Vorstadtballade
- 2005: Tatort: Tod auf der Walz
- 2007: Gipfelsturm
- 2007: Das große Hobeditzn
- 2007: Tatort: A gmahde Wiesn
- seit 2008: Der Bergdoktor
- 2008: Unter Verdacht: Die falsche Frau (Fernsehreihe)
- 2008: Kommissar Süden und das Geheimnis der Königin
- 2010: Dr. Hope – Eine Frau gibt nicht auf
- 2010: Die Tochter des Mörders
- 2010: Molly & Mops – Das Leben ist kein Gugelhupf.
- 2011: Ich habe es dir nie erzählt
- 2011: Familie für Fortgeschrittene
- 2011: Mein Bruder, sein Erbe und ich
- 2011: Tödlicher Rausch
- 2012: Herbstkind
- 2013: Die Gruberin
- 2014–2015: Heiter bis tödlich: Monaco 110 (Fernsehserie, 9 Folgen)
- 2014: Schluss! Aus! Amen!
- 2016: Hattinger und der Nebel (Fernsehreihe)
- 2018: Grüner wird’s nicht, sagte der Gärtner und flog davon
- 2018: Rosamunde Pilcher – Das Geheimnis der Blumeninsel (Fernsehreihe)
- 2018: Bettys Diagnose (Fernsehserie, Folge Liebe und Leidenschaft)
- 2020: Hubert ohne Staller (Fernsehserie, Folge Zu späte Einsicht)
- 2021: SOKO Donau (Fernsehserie, Folge Alte Wunden)
- 2021: 12 Tage Sommer (Fernsehfilm)

## Auszeichnungen

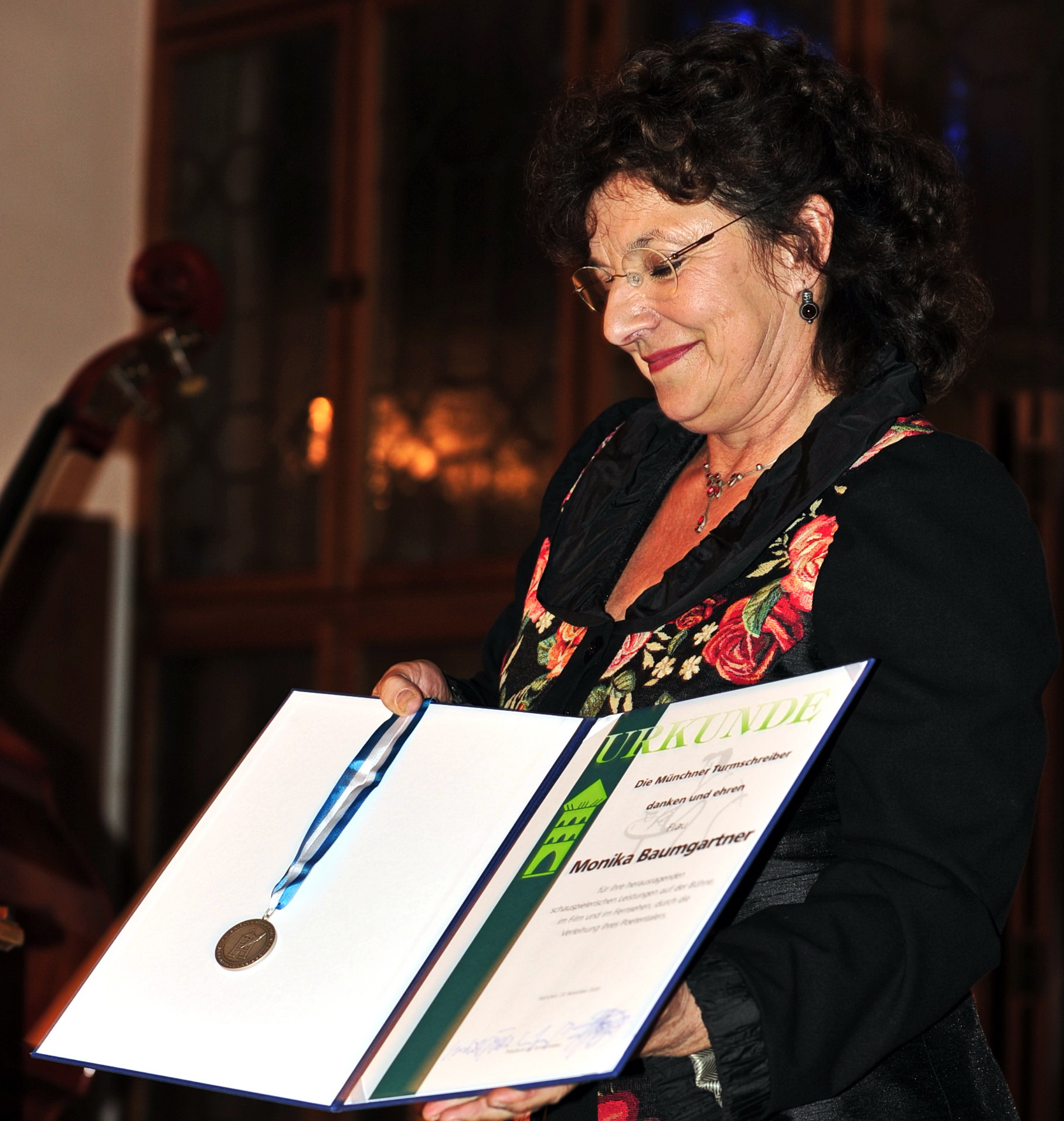
Monika Baumgartner, Bayerischer Poetentaler

- 1981: AZ-Stern der Woche der Abendzeitung für die Titelrolle in dem Fernseh-Zweiteiler Die Rumplhanni
- 1985: tz-Rosenstrauss des Jahres der Münchner Tz als beste Theaterschauspielerin für Bauernsterben an den Münchner Kammerspielen
- 1986: tz-Rose der Münchner Tz für ihre Rolle der Grete Hinkemann in Der Nusser am Bayerischen Staatsschauspiel München
- 1996: Bayerischer Fernsehpreis für ihre Rolle der Anni in Sau sticht
- 2002: AZ-Stern des Jahres der Münchner Abendzeitung für ihre Rolle in dem Fernsehspiel Der Tod ist kein Beweis
- 2009: Bayerischer Poetentaler
- 2011: Bayerischer Verdienstorden
- 2014: Oberbayerischer Kulturpreis[14]
- 2018: Kulturerbe-Bayern-Botschafterin[15]
- 2025: Tassilo-Medaille des Fördervereins Bairische Sprache und Dialekte für die Erhaltung und Förderung der bairischen Sprache[16]

## Veröffentlichung
- Alles eine Frage der Einstellung: Mein Leben zwischen Berg und Tal. Knaur, München 2020, ISBN 978-3-426-21469-5.